# Gamesweekberlin
Die Gamesweekberlin (auch: gamesweekberlin, Games Week Berlin) ist eine in Berlin ansässige, jährlich stattfindende Reihe von Konferenzen und Veranstaltungen für die Videospielindustrie und für Gamer. Die verschiedenen Veranstaltungsformate der Gamesweekberlin umfassen Vorträge, Podiumsdiskussionen und Workshops für Videospielentwickler, Publisher und andere Fachleute, die mit digitalen Spielen arbeiten. Hauptthemen sind Spieleentwicklung, Spieleveröffentlichung, Marketing, E-Sport, Diversity und Personalwesen.

## Geschichte
Die Gamesweekberlin wurde 2013 als Nachfolgeveranstaltung der Deutschen Gamestage initiiert und geplant. Ziel war es, die deutsche Hauptstadt Berlin als aufstrebende Drehscheibe für die internationale Videospielproduktion zu präsentieren. Die unter der neuen Dachmarke zusammengefassten Veranstaltungen, Personen und Organisationen waren zu diesem Zeitpunkt die Entwickler-Konferenz QUO VADIS, das Kunst- und Spielekultur-Festival A MAZE., das Netzwerk für Vertreter der Medienbranche media:net Berlin-Brandenburg, das Computerspielemuseum Berlin und die Fördereinrichtung Medienboard Berlin-Brandenburg. Die erste Ausgabe der damals neuen Gamesweekberlin fand im April 2014 an unterschiedlichen Orten in Berlin statt. Sie hieß zunächst „International Games Week Berlin“, um die Internationalisierung der Branche hervorzuheben, das Motto lautete „Connecting Game Business, Technology and Culture“. Etwa 10.000 Menschen besuchten 2014 die erste Edition, die letzte gamesweekberlin im Jahr 2019 wurde von mindestens 25.000 Teilnehmern besucht.

## Events

### A MAZE. / Berlin
A MAZE. wurde 2008 gegründet und ist Ausrichter eines der ältesten und international renommiertesten Festivals für Computerspiel-Kunst und Indiegames, der A MAZE. / BERLIN. Diese richtet sich mit Workshops und Vorträgen an internationale Kreative aus der Gamesbranche. Das Herzstück der Veranstaltung ist eine Ausstellung und ein Kreativ-Wettbewerb samt Preisverleihung. Das Portfolio von A MAZE. umfasst die Produktion von Festivals, Ausstellungen, Konferenzen, Workshops, Game Jams, Artist in Residence-Programmen und einer Zeitschrift. Ziel von A MAZE. ist es, den aktuellen Stand des künstlerischen und experimentellen Spieldesigns, von alternativen digitalen oder semi-digitalen Spielen sowie der interaktiven digitalen Kunst auszustellen. Mit Pop-up-Veranstaltungen und Auftritten in unterschiedlichen Ländern, u. a. Brasilien und Südafrika, nimmt es die Rolle eines kulturellen Botschafters der künstlerischen Spielentwicklung und der Untergrund-Spielkultur ein.

### QUO VADIS
Die QUO VADIS - game development & business conference ist die älteste Konferenz für Videospielentwickler in Deutschland. Das Publikum besteht mehrheitlich aus Fachleuten der Videospielindustrie, die hauptsächlich aus Deutschland und anderen europäischen Ländern kommen. Die QUO VADIS wurde 2003 von der Aruba Events GmbH in Oberhausen gegründet. 2007 zog sie nach Berlin um, was zur Gründung der Deutschen Gamestage führte. Die QUO VADIS ist ein konstitutionelles Mitglied der Gamesweekberlin. Innerhalb Berlins wechselte die Konferenz dreimal ihren Standort. Der aktuelle Standort ab 2020 ist der Postbahnhof Luckenwalder Straße.

### Womenize!
Womenize! Games & Tech ist eine Veranstaltungsreihe für Frauen und unterrepräsentierte Personen in der Spiele- oder Technologiebranche, mit einem Schwerpunkt auf Vorträge, Podiumsdiskussionen, Workshops und Recruiting. Das Format wurde von der Senatsverwaltung für Wirtschaft, Technologie und Forschung Berlin initiiert und erstmals 2015 von der Berliner Event-Agentur Booster Space durchgeführt.

### Gamefest
Das Gamefest wurde 2014 unter dem Namen „Gamefest am Computerspielemuseum“ als einzige Konsumentenveranstaltung während der Gamesweekberlin gegründet. Anstatt sich an Fachleute aus der Spieleindustrie zu richten, spricht das Gamefest mit einem familienfreundlichen Programm Gamer aller Altersgruppen an. Deshalb werden vor allem Inhalte ausgestellt, die auch für ein minderjähriges Publikum geeignet sind. Im Zuge der Bemühungen, einen Großteil der Gamesweekberlin-Veranstaltungen unter einem Dach zu vereinen, hat das Gamefest 2018 seinen angestammten Sitz im Computerspielemuseum Berlin aufgegeben und findet nun immer in denselben Räumlichkeiten wie die QUO VADIS und die WOMENIZE! statt.

## Daten
| Jahr | Datum            | Name                            | Teilnehmerzahl |
| ---- | ---------------- | ------------------------------- | -------------- |
| 2012 | 24.–28. April    | Deutsche Gamestage              | 2000           |
| 2013 | 23.–27. April    | Deutsche Gamestage              | 6000           |
| 2014 | 8.–13. April     | International Games Week Berlin | 9.900          |
| 2015 | 21.–26. April    | International Games Week Berlin | 12.000         |
| 2016 | 18.–24. April    | International Games Week Berlin | 13.000         |
| 2017 | 24.–30. April    | #gamesweekberlin                | 15.000         |
| 2018 | 23.–29. April    | #gamesweekberlin                | 15.000         |
| 2019 | 8.–14. April     | gamesweekberlin                 | 25.000         |
| 2020 | 28.–30. Oktober  |                                 |                |
| 2021 | 23.–25. November |                                 |                |